# Route nationale 76a
Die Route nationale 76a oder N76A war eine französische Nationalstraße, die 1851 als Verbindung innerhalb von Bourges zwischen der N76 und der Kreuzung N140/N151 festgelegt wurde. Sie verlief am 1847 in Betrieb genommenen Bahnhof vorbei und band diesen damit an das Nationalstraßennetz an. 2006 wurde sie zur D976E abgestuft. Ihre Länge liegt unter einem Kilometer, trotzdem durchläuft sie zwei Kommunen.